# Granica (powiat warszawski zachodni)
Granica – wieś w Polsce, położona w województwie mazowieckim, w powiecie warszawskim zachodnim, w gminie Kampinos.
Popularny punkt wypadowy w głąb Puszczy Kampinoskiej – w Granicy znajduje się węzeł szlaków turystycznych pieszych i rowerowych. W pobliżu wsi położony jest najstarszy obszar ochrony ścisłej w Kampinoskim PN, po którego skraju poprowadzona jest ścieżka dydaktyczna.

## Historia
Wieś powstała w 1795 jako osada budników na północny zachód od Kampinosu na skraju bagiennych łąk i wydm porośniętych sosną. 

## Atrakcje
We wsi znajduje się Ośrodek Dydaktyczno-Muzealny im. Jadwigi i Romana Kobendzów, należący do Kampinoskiego Parku Narodowego. Jest tu także skansen budownictwa puszczańskiego (zrealizowana niewielka część planowanego tu niegdyś parku etnograficznego) i cmentarz wojenny z II wojny światowej w kształcie orła. Pochowani są tutaj polegli w dniach 16-17 września 1939 żołnierze 7 Pułku Strzelców Wielkopolskich. 
Obok muzeum znajduje się Aleja Trzeciego Tysiąclecia, wzdłuż której w latach 1999–2000 młode dęby posadzili m.in. prezydent Aleksander Kwaśniewski i prymas Polski kard. Józef Glemp.
We wsi kręcono sceny do filmu Jerzego Skolimowskiego pod tytułem Essential Killing, gdzie główny bohater uciekając uzyskuje schronienie u głuchoniemej Polki (Emmanuelle Seigner i Vincent Gallo). Powstał tu też materiał do polsko-izraelskiego filmu Igor i żurawie (wieś udawała tereny Rosji).

## Szlaki turystyczne
- szlaki piesze:
  -  Południowy Szlak Leśny (Kampinos – Granica – Żelazowa Wola)
  -  Południowy Szlak Krawędziowy (Kampinos – Granica – Leszno – Dąbrowa Leśna)
  -  Szlak im. Zygmunta Padlewskiego (Kampinos – Granica – Nowe Polesie)
- szlaki rowerowe:
  -  Kampinoski Szlak Rowerowy